# Denis Nagoelin
Denis Nagoelin (Russisch: Дени́с Нагу́лин) (Sint-Petersburg, 27 november 1992) is een Russisch autocoureur.

## Carrière

### Vroege carrière
Nagoelin begon zijn carrière in de autosport in 2008 in de Turing Light-klasse van het Russian Touring Car Championship en eindigde hier als achtste in het kampioenschap. In de twee opvolgende jaren reed hij in de Finnish Legends Trophy, waarin hij respectievelijk als 24e en achttiende in de klassering eindigde. In deze jaren kwam hij ook uit in het karting.

### Formule Renault
In 2011 maakte Nagoelin zijn debuut in het formuleracing, waarbij hij in de Eurocup Formule Renault 2.0 voor  Cram Competition reed. Hij eindigde het seizoen als 42e zonder punten, met een 21e plaats in de eerste race op het Motorland Aragón als beste resultaat. Hij was de laagst geklasseerde coureur die het gehele seizoen deelnam.

### Formule 3
Nagoelin stapte in 2012 over naar de Europese F3 Open, waar hij voor Campos Racing uitkwam. Hij behaalde zes punten met een negende plaats op het Autodromo Nazionale Monza en een tiende plaats op het Circuit de Catalunya, waarmee hij 21e werd in het kampioenschap.
In 2013 bleef Nagoelin in de Europese F3 Open rijden voor Campos. Hij verbeterde zichzelf naar de negentiende plaats in het kampioenschap met negen punten, maar scoorde opnieuw slechts tweemaal punten op het Circuit Paul Ricard en in Catalunya.

### GP3
In 2014 stapt Nagoelin over naar de GP3 Series, waar hij voor Trident uitkomt naast Victor Carbone en Roman de Beer.